# (Im)perfetti criminali
(Im)perfetti criminali è un film italiano del 2022, diretto da Alessio Maria Federici.

## Trama
Un gruppo di Guardie Giurate farà di tutto per aiutare un loro collega che è stato licenziato. Escogiteranno un finto furto in una gioielleria ma quello che non sanno è che sono sorvegliati dalla centrale di polizia tramite cimici installate nelle loro abitazioni. Ce la faranno a far riassumere il collega all'interno dell'agenzia?

## Distribuzione
Il film è stato distribuito on demand su Sky Cinema e in streaming su Now a partire dal 9 maggio 2022.